# Ana Rosa Quintana

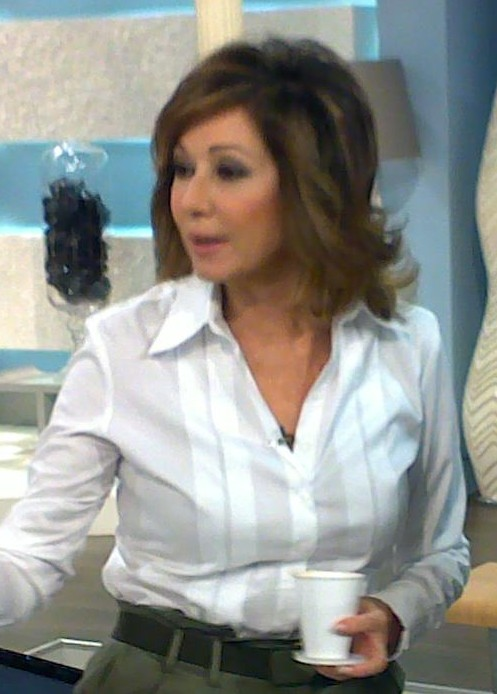
Ana Rosa Quintana (2010).

Ana Rosa Quintana Hortal (Madrid, 12 de Janeiro de 1956) é uma apresentadora e uma jornalista espanhola.
Estudou o jornalismo pela Universidade Complutense de Madrid e participou em programas diversos do rádio e da televisão.

## Programas
- El programa de Ana Rosa (2006-2015). Telecinco
- Sabor a ti (1998-2004)- Antena 3
- Extra Rosa (1997-1998) com Rosa Villacastín. Antena 3
- Veredicto, (1994-1995). Telecinco
- Telediario, (1982-1983).TVE